# Valdelacalzada
Valdelacalzada és un municipi de la província de Badajoz, a Extremadura.

## Situació
Està situat en la comarca de Tierra de Badajoz, pròxim a Montijo i del curs del Guadiana. Pertany al Partit judicial de Badajoz.

## Història
Valdelacalzada va ser fundada el 1948. Des d'ençà fins al 1993 va ser una Entitat Local Menor. El 1993 es va independitzar de Badajoz. El 2010 tenia 2.838 habitants.

## Economia
Compta amb un gran nombre d'explotacions agrícoles dedicades en la seva majoria a la recol·lecció dels diferents productes de la zona com ara els arbres fruiters, entre els quals trobem els presseguers, nectarins, pruners i pomeres. Per tant, tracta de potenciar un recurs turístic natural com és la floració dels arbres fruiters.